# Ditomus
Ditomus — род жужелиц из подсемейства Harpalinae.

## Описание
Передние углы переднеспинки острые. Голова большая, глубоко сидящая в переднеспинке.

## Систематика
В составе рода:
- Ditomus calydonius P. Rossi 1790
- Ditomus tricuspidatus Fabricius 1792